# ジェシカ・ゴンザレス
ジェシカ・ゴンザレス・プリエト（Jessica Gonzalez Prieto、女性、1988年2月24日 - ）は、メキシコのプロボクサー。メキシコシティ出身。元WBC女子世界バンタム級暫定王者。

## 来歴
2009年3月26日、ネサワルコヨトルでナズリー・マルドナドとスーパーバンタム級4回戦を行い、4回3-0の判定勝ちを収めデビュー戦を白星で飾った。
2001年3月26日、チアパス州トゥストラ・グティエレスのポリフォルム・メソアメリカーノで行われたリアリティ番組「トダス・コントラ・メヒコ」の初戦でケイシャ・マクロード・ウェルズとフェザー級6回戦を行い、3-0の判定勝ちを収めた。（詳細は不明。記録上は無効試合）
2011年4月2日、チアパス州トゥストラ・グティエレスのポリフォルム・メソアメリカーノで行われたリアリティ番組「トダス・コントラ・メヒコ」の2戦目でジェニファー・ハンとフェザー級6回戦を行い、引き分けた。（詳細は不明。記録上は無効試合）
2011年4月9日、チアパス州トゥストラ・グティエレスのポリフォルム・メソアメリカーノで行われたリアリティ番組「トダス・コントラ・メヒコ」の3戦目でジェニファー・ハンとフェザー級6回戦を行い、前戦から僅か7日で行われた再戦で敗れた。（詳細は不明。記録上は無効試合）
2012年4月13日、ハリスコ州アランダスでナイェリ・ヒメネス・ガルシアとスーパーフェザー級6回戦を行い、6回2-0（59-55、57-57）の判定勝ちを収めた。
2012年12月1日、キンタナ・ロー州コスメルのパルケ・アンドレス・キンタナ・ローでマガリ・ロドリゲスとスーパーバンタム級8回戦を行い、プロ初黒星となる8回1-2の判定負けを喫した。
2013年8月31日、WBA世界女子バンタム級王者イルマ・ガルシアとバンタム級10回戦を行い、10回2-1の判定勝ちを収めた。
2013年11月2日、ケレタロ州ケレタロでスージー・ラマダンの負傷に伴いヤズミン・リバスとWBC女子世界バンタム級暫定王座決定戦を行い、10回2-1の判定勝ちを収め王座獲得に成功した。
2014年6月28日、イダルゴ州エパソユカンでユリアン・ルナとノンタイトル戦を行い、3-0の判定勝ち。
2014年8月6日、ゲレーロ州イスタパ・シワタネホでエストレラ・バルベルデと対戦し、10回1-1の判定で引き分けたが初防衛に成功した。
2015年、WBC暫定王座を返上した。
2016年6月11日、コロンビアコルドバ県サアグンでWBA世界スーパーバンタム級王者リリアナ・パルメラと対戦し、10回判定負けを喫し2階級制覇に失敗した。
2021年9月11日、スヴェルドロフスク州エカテリンブルクのRCCボクシング・アカデミーでWBC女子世界バンタム級暫定王者のタチアナ・ズラゼフスカヤに挑戦し、2-1の判定勝ちで暫定王座返り咲きを果たした。
2022年6月17日、コアウイラ州トレオンでWBC女子世界バンタム級王者のユリアン・ルナと団体内王座統一戦で再戦するも、0-3の判定負けで王座統一に失敗、9ヶ月間保持していた暫定王座はルナの正規王座に吸収される形で消滅し、王座から陥落した。

## 戦績
- プロボクシング: 19戦 8勝(1KO) 6敗 2分 3無効試合

## 獲得タイトル
- WBC女子世界バンタム級暫定王座（1期目:防衛1=返上）
- WBC女子世界バンタム級暫定王座（2期目:防衛0）